# Розповідь про привидів

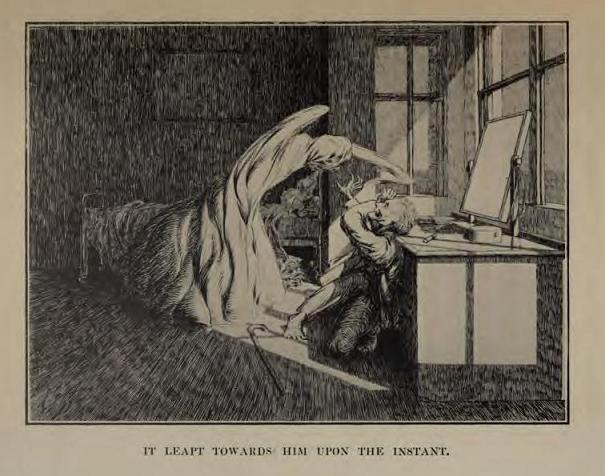
Ілюстрація Джеймса Макбрайда до розповіді М. Р. Джеймса «Свисни, і я з'явлюся тобі, мій хлопчик».

Розповідь (оповідь/історія) про привидів (англ. ghost story) — жанр оповідання, в якому діють безтілесний привид або привиди.
Така оповідь передбачає існування надприродних істот або принаймні віру персонажів в їх існування. Привид може являтися всупереч волі оточуючих або викликатися ними за допомогою магії. Тісно пов'язана з привидами також ідея існування зачарованих або проклятих місць («будинок з привидами»), об'єктів або людей.
В англомовній традиції розповіді про привидів відносять до категорії літератури про надприродне. У XIX столітті значна частина історій про привидів публікувалася на Різдво в якості «святочних страшилок». Страшні розповіді про привидів — різновид літератури жахів.
Кумедними і не завжди такими, що піддаються однозначному розмежуванню, є оповідання про тілесні форми нежиті — наприклад, про вампірів (література про вампірів, вампіри в кіно) і ожилі трупі («Вій» М. Гоголя, багато новел Едгара По).

## Новелістика
Ранньою працею про привидів є давньоєгипетська казка «Бесіди первосвященика Амона Хонсуємхеба з привидом» періоду Рамессидів (XIII—XII століття до н. е.). За сюжетом, головний герой — жрець на ім'я Хонсуємхеб зустрічає неспокійну примару і намагається їй допомогти.
Історії з привидами мають багаті традиції на Далекому Сході (китайські чжи і, японський кайдан, сходять до «Записок про пошуки духів» (IV століття н. е.). У класичному збірнику «Оповідання Ляо Чжая» (бл. 1740 рік) Пу Сунлін зібрав майже півтисячі новел, стилізованих під оповідання 1000-річної давності. З відповідним пластом японської літератури європейців вперше познайомив Лафкадіо Хірн, який опублікував в 1904 році збірку перекладів «Кайдан».
М. Р. Джеймс вважав предками оповідань про привидів «Ленору» та інші страшні балади у віршах, на яких спеціалізувався до переходу до прози Вальтер Скотт (а в Росії — В. А. Жуковський). Привиди — взагалі відмінна риса готичної літератури, яка увійшла в моду в Європі на рубежі XVIII і XIX століть, з настанням епохи романтизму. Тоді ж з'явилися пародії на «страшні романи» на зразок «Нортенгерського абатства» Джейн Остін (1803).
Короткі оповідання в прозі (новели) про явище привидів набули поширення в Німеччині початку XIX століття. Прикладами можуть служити «Локарнська жебрачка» Клейста (1810) і «Історія з привидом» Гофмана (1819). Під впливом німецьких зразків американець Вашингтон Ірвінг склав в 1820 році «Легенду про Сонні Долини», а Вальтер Скотт в 1828 році — «Кімнату з гобеленами». У Росії пушкінського часу історії з привидами також будувалися за гофманівськими лекалами і лише частково слідували фольклорним билинам («Лафертовська маковниця», «Пікова дама», «Штосс», «Портрет», «Шинель» тощо).
В середині XIX століття романтизм в більшості країн виходить з моди, а разом з ним і історії про привидів. Бастіоном жанру протягом усього століття залишається Велика Британія, особливо її «кельтські» околиці — Ірландія і Шотландія. На цьому жанрі, зокрема, спеціалізувався дублінський автор Шерідан Ле Фаню (1814—1873). Його збірка «В дзеркалі затуманенім» (1872) містить класичні зразки жанру — новели «Давній знайомий», «Суддя Харботтл» і «Камілла» (на тему вампірів). У Франції майстрами жанру вважали Еркмана і Шатріана, які переносять дію своїх історій про привидів на франко-німецький кордон, в слабозаселені Вогези.
У 1850 році Чарлз Діккенс (автор «Різдвяної пісні», де теж фігурують примари) нарікав, що привиди його часу втратили всяку оригінальність. Він перераховує шаблонні для жанру ситуації: дворянин зустрічає привид прекрасної юної служниці, яка потонула у ставку його замку років за двісті до цього; пляма крові, яку не можна стерти; самі собою відкриваються двері; годинник, який б'є тринадцяту; примарний екіпаж з того світу; домовленість з'явитися співрозмовнику після смерті; зустріч дівчини з двійником; кузен, якого в хвилину смерті бачили за тридев'ять земель десь в Індії.
У Великій Британії справжній конвеєр жанрової новелістики був налагоджений у другій половині 1880-х і особливо в 1890-х рр. В цей час виходило чимало журналів, які спеціалізувалися на публікації гостросюжетних новел різної жанрової приналежності. Кембриджський учений М. Р. Джеймс довів до неперевершеності стиль «антикварної» розповіді про привидів, де свідками всякого роду чортівні стають статечні вчені, які досліджують архітектуру середньовічних храмів або сидять над архівними паперами.
Серед найвдаліших робіт сучасників Джеймс називає новели «Верхня полиця» Маріона Кроуфорда (1894) і «Кімната в башті» Е. Ф. Бенсона (1912). У наступні десятиліття традиції жанру продовжували англійці Е. Блеквуд, Г. Р. Вейкфілд і А. Беррейдж, хоча літературознавці відносили їх продукцію до розряду нішової і нарікали на переспіви мотивів Ле Фаню та інших першопрохідців жанру.
На схилі життя Джеймс сформулював основні принципи класичного оповідання про привидів. Полягають вони в такому. Місце дії повинне бути максимально реалістичним, а час дії — не дуже віддалений від сучасності. Потойбічні сили повинні вторгатися в розмірене життя сучасників не відразу, а поступово. Автору слід уникати занадто докладних описів привидів, бо вони «не терплять яскравого світла». Основна перевага розповіді про привидів, за Джеймсом, у властивій йому атмосфері «приємного остраху» (англ. pleasing terror).

## Фальшиві історії з привидами
Хоча найчастіше розповіді про привидів пишуть спеціально з метою викликати у аудиторії страх і лоскотати їй нерви, існують історії, створені для інших цілей — від комічних до повчальних.
Уже в епоху романтизму набули поширення легкі історії, де «вихідці з того світу» виявляються грою уяви або хитромудрим трюком (наприклад, «Білий привид» М. Загоскіна, 1834). Багато оповідань будуються навколо об'єктів, що спеціально видаються кимось за привидів, примар. До цієї категорії відносяться «Провулок пані Лукреції» П. Меріме (1846), «Собака Баскервілів» А. Конан-Дойла, «Привид Опери» Гастона Леру і «Дике полювання короля Стаха» В. Короткевича.
Автори часто вводять привидів у свої оповідання з метою розсмішити читача. Класика гумористичної літератури такого роду — перше оповідання О. Вайлда «Кентервільський привид» (1887), п'єса Н. Коварда «Веселий привид» і багато святочних оповідань Антоші Чехонте.

## Романи і фільми
Віра в привидів у тому чи іншому вигляді поширена повсюдно, в усіх культурах, і історії з привидами передаються в них і між ними усно або письмово. У широкому сенсі термін «розповідь про привидів» може використовуватися для позначення будь-якого типу оповідань з їх участю — не тільки в новелістиці, але також в фольклорі, романах і кіно. Хоча М. Р. Джеймс вважав, що романи, цілком побудовані навколо привидів, рідко бувають успішними, чимало з них ставали бестселерами.
В історію кіно середини XX століття увійшли британські фільми про привидів, засновані на творчій переробці літературних першоджерел: наприклад, британський кіноальманах «Глибокої ночі» (1945) знятий за новелою англійських авторів едвардіанської епохи; «Безневинні» (1961) — за повістю «Поворот гвинта», «Привид будинку на пагорбі» (1963) — за однойменним бестселером американки Ширлі Джексон. У цих фільмах практично немає крові, а ефекти зводяться до нагнітання атмосфери невиразної тривоги, причому зберігається можливість пояснення містичних подій психічними відхиленнями головного героя.
У Голлівуді історії про привидів досить рано розчинилися в більш загальному жанрі фільму жахів, для якого характерна прямолінійна стратегія демонстрації фізичного насильства і кровопролиття, найчастіше в досить натуралістичному ключі. Однак на рубежі XXI століття визнання глядачів і критиків отримали кінострічки, що успадкували класичні традиційні історії про привидів, як, наприклад, «Шосте відчуття» М. Н. Шьямалана (1999) і «Інші» А. Аменабара (2001). У 2010 р одна з найпрестижніших кінонагород, «Золота пальмова гілка», була присуджена фільму «Дядечко Бунмі, який пам'ятає свої минулі життя», де відчутні традиції таїландського жанру «Нанг-Пхі» (історія про духів).